# بستان عين القنطرة
بستان عين القنطرة هي إحدى القرى اللبنانية من قرى قضاء صيدا في محافظة الجنوب.